# مديرية مقبنة

تعديل مصدري - تعديل

مديرية مقبنة إحدى مديريات محافظة تعز وقد كانت فيما مضى اساس صناعة الجبن البلدي واخذت التسمية مجبنة ولأن الأهالي شعروا بالنقص  حور الإسم لتصبح مقبنة . بلغ عدد سكانها 186955 نسمة عام 2004.

## الموقع
تقع في غرب محافظة تعز.

## الحدود
- شمالها : محافظة الحديدة
- جنوبها: مديريتا المعافر ، وموزع، وجزء من مديرية جبل حبشي
- شرقها: مديريتا الرونة ، وجبل ميراب ومنطقة الحرية
- غربها: مديريتا موزع ، والمخا
- المساحة : 1160 كم2
- السكان : 186.705 نسمة
- الكثافة السكانية : 161/ كم2

## التقسيم الإداري
تتكون إدارياً من (29) عزلة .. حيث تعتبر عزلة الملاحطة أكثرها سكاناً (22.149 نسمة) حسب تعداد 2004م – في حين تعتبر عزلة الاقحوز أكبر العزل مساحة (180 كم2).. وفي هذه المديرية (205قرى+1005محلة) ..
- يقع مركز المديرية في مدينة مقبنه...
- بقية المديريات هي : العفيف .أخدوع أعلى ، أخدوع أسفل ، المجاعشة، البراشة، الوريف، الخياشن، السواغ وتعرف بالسواغين، الجماهرة، ميراب، بني سيف وبها عدة محلات أو قرى صغيره ك البتيراء، سحبان، شقة اليهود،الوريف،كشرار، سحبان، تعزبره، ، الكرابدة، محرقة، بيدحة وبها عدة محلات ك الغباري والكدف والحضان والمنابره، بني صلاح، العفيرة، القحيقة، جاحر، العشملة، العبدلة، الاخلود وادي الجسر قرية الفضال، الاعدوف، الحبيبة، اليمن، الصعيرة، الفكيكة، المجاهدة، بني حمير، المجبجب، المطاهيف، النشيماء وبها عده محلات (جمع محله)وهي كالاتي القوفع، كدامه، باب الغيل، الحابس، قرى ميراب الغربي وهي كالاتي الاعدان،المنخ،جوعه،الجوف، الزاوية، جبل الشيخ،
المواقع والمزارات الأثرية والتاريخية والسياحية:
يوجد بها العديد من المواقع الأثرية، أهمها : قلعة مؤيمرة التي تقع في قمة جبل مؤيمرة والقريبة من المناطق الاشعوب والمنبر والمؤيجر والسواغ والحقيل – شمير، وكذلك كهف برادة – الزاوية التي تُنسب إلى زاوية الشيخ محمد بن حسان، ويوجد بها مسجد قديم وبعض المباني القديمة ..
كذلك مغارة ميراب، وحصن بني مقبل، الذي يقع في قرية الحرف، ويوجد في المديرية حمامات طبيعية، منها حمام وادي رسيان وحمام وادي الطوير..

## الأنشطة والمقومات الاقتصادية للسكان
معظم سكان المديرية يعملون في الزراعة والرعي وتربية الحيوان، والبعض يعملون على قطع الأحجار ونقلها، وإنتاج الجبن المحلي وايضاً يعتمد البعض على الصناعات اليدوية والفخارية والفضية والمنسوجات اليدوية .. وبذلك فإن الحالة الاقتصادية العامة للمديرية متوسطة..
أولا : الإنتاج الزراعي : - الحبوب : الذرة الحمراء والبيضاء..
- الخضروات : البطاط، البسباس، الفجل..
- الفواكه : النخيل، الجوافة، المانجو، الموز.
ثانياً : الرعي وتربية الحيوانات : يتم تربية الأبقار، الماعز، الضأن، والدواجن للاستهلاك المحلي .. وكذا تربية النحل وإنتاج العسل بكميات لا بأس بها..